# WCNI
Koordinaten: 41° 22′ 53″ N, 72° 6′ 28″ W
WCNI („For the Love of Music“) ist eine College-Radiostation im amerikanischen Bundesstaat Connecticut. Die „Listener Supported Station“ wird vom Connecticut College Community Radio Inc. (CCCR) betrieben und sendet vom Campus des Connecticut College. Unterstützerkreis ist der „WCNI Radio Club“. Mit einem nichtkommerziellen Bildungsauftrag sendet WCNI mit 2 kW ERP auf UKW 90,9 MHz und streamt sein Programm ins Netz.
WCNI sendet über 50 verschiedene Free-Form-Shows mit Musikstilen von Folk über Funk zu Polka und Punk.

## Geschichte
In den 1960er Jahren startete eine Radiostation auf dem Campus des Colleges und versorgte mittels Drahtfunk die Gebäude und Einrichtungen der Bildungseinrichtungen. Anfang der 1970er Jahre honorierte die FCC die Bemühungen um ein gutes Radioprogramm der Station und lizenzierte 1972 eine UKW-Frequenz mit dem Rufzeichen WCNI für die Station.
Während des Kalten Krieges spielte die räumliche Nähe der Station zur U.S. Navy-U-Boot-Basis an der Themse in Gales Ferry sowie die General Dynamics U-Boot-Werft in Groton eine wichtige Rolle und die Station erhielt den Slogan „Ground Zero Radio“, da die Region als Angriffsziel für Sowjetische Nuklearschläge hohe Priorität hatte.